# Сороки (Жолковская городская община)
Сороки (укр. Сороки) — село в Жолковской городской общине Львовского района Львовской области Украины.
Население по переписи 2001 года составляло 50 человек. Занимает площадь 4,20 км². Почтовый индекс — 80344.